# Luckington
Luckington est un village anglais situé dans le comté du Wiltshire. En 2011, sa population était de 630 habitants.

## Source de la traduction
- (en) Cet article est partiellement ou en totalité issu de l’article de Wikipédia en anglais intitulé « Luckington » (voir la liste des auteurs).